# پشت پرده کودتا
پشت پرده کودتا: اوباش، فرصت‌طلبان، ارتشیان، جاسوسان (به انگلیسی: Behind the 1953 Coup in Iran: Thugs, Turncoats, Soldiers, and Spooks) کتابی از علی رهنما است که نویسنده در آن زمینه‌های کودتای ۲۸ مرداد را بررسی می‌کند. این کتاب را فریدون رشیدیان به فارسی ترجمه کرده‌است.

## نقد
این کتاب نظرات مثبتی از سوی مارک گازیوروسکی، علی قیصری، جان گورنی (کالج وادام) و ویلیام راجر لوییس دریافت کرده‌است. فریبرز مختاری (دانشگاه ورمونت) آن را «مفصل و دارای قلمی مشتاق» توصیف کرده‌است.
محسن آزموده در مقاله‌ای در روزنامه اعتماد به این کتاب پرداخته‌است.